# همت أباد (بياض)
همت أباد (بالفارسية: همت‌آباد) هي قرية تقع في إيران في قسم بیاض الريفي.